# Как отмыть миллион
«Как отмыть миллион» (англ. The Fall of the American Empire,  фр. La chute de l'empire américain, буквально — «Падение американской империи») — канадский криминальный триллер 2018 года режиссёра Дени Аркана.  Выход фильма в российский прокат запланирован на 1 августа 2019 года

## Сюжет
Фильм рассказывает о скромном учёном по имени Пьер-Поль, вынужденном работать курьером. Однажды во время работы он оказывается на месте преступления и перед ним открывается возможность стать миллионером. За ним начинают охотиться бандиты и полицейские, а он тем временем встречает роковую женщину...

## В ролях
| Актёр               | Роль                     |
| ------------------- | ------------------------ |
| Александр Ландри    | Пьер-Поль Дау            |
| Мари-Пьер Морен     | Камилла Лафонтен/Аспасия |
| Реми Жирар          | Сильвен Бигра            |
| Луи Мориссетт       | Пит ла Бов               |
| Максим Рой          | Карла Макдафф            |
| Пьер Курци          | Вильброд Ташро           |
| Венсан Леклер       | Жан-Клод                 |
| Эрик Брюно          | следователь Пламондон    |
| Поль Дусе           | доктор Маранда           |
| Ян Инглэнд          | Джимми                   |
| Катрин Пакуин-Бешар | Джемма                   |

## Награды и номинации
| Премия                                    | Дата         | Категория                  | Номинант        | Итог      | Прим.        |
| ----------------------------------------- | ------------ | -------------------------- | --------------- | --------- | ------------ |
| Prix Iris                                 | 2 июня 2019  | Лучший актёр второго плана | Венсан Леклер   | Номинация | [ 9 ] [ 10 ] |
| Prix Iris                                 | 2 июня 2019  | Открытие года              | Мари-Пьер Морен | Номинация | [ 9 ] [ 10 ] |
| Prix Iris                                 | 2 июня 2019  | Самый успешный фильм       |                 | Победа    | [ 9 ] [ 10 ] |
| Международный кинофестиваль в Вальядолиде | октябрь 2018 | Приз ФИПРЕССИ              |                 | Победа    | [ 11 ]       |